# Muerte de un miliciano

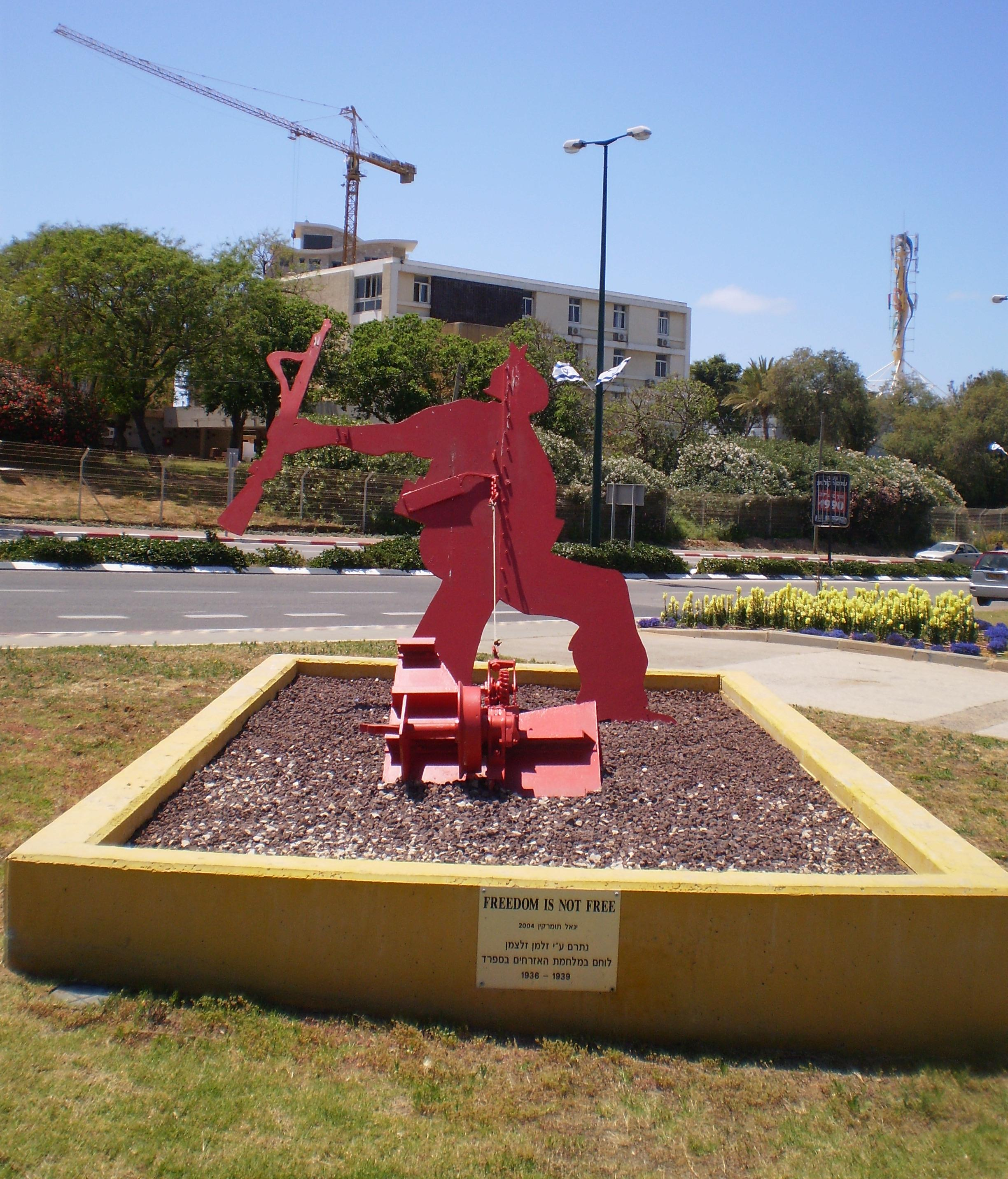
Escultura Freedom is not Free de Yigal Tumarkin (Netanya, Israel).

Muerte de un miliciano es una de las fotografías más conocidas de la guerra civil española, atribuida a Robert Capa y tomada el 5 de septiembre de 1936, en el término municipal de Espejo. Esta fotografía está considerada como una imagen icónica del siglo XX.
Conocida la foto también en idioma inglés como Loyalist Soldier, Falling Soldier o Loyalist Militia, la fotografía mostraba la muerte de Federico Borrell García, un miliciano anarquista, durante la guerra civil española. El soldado fue captado por la cámara en el momento mismo en que le golpea una bala. Está vestido con ropas de civil pero con un cinturón de municiones de cuero.

## Historia
La fotografía fue publicada por primera vez en el número 447 de la revista Vu el 23 de septiembre de 1936 en un reportaje titulado Comment sont-ils tombés (Cómo cayeron) junto a otra fotografía similar aunque menos conocida, pero la mayor relevancia la obtuvo al ser publicada en la revista LIFE el 12 de julio de 1937 en un reportaje titulado Death in Spain: the civil war has taken 500.000 lives in one year (Muerte en España: la guerra civil ha segado 500.000 vidas en un año) y posteriormente se ha podido ver en múltiples publicaciones. Inmediatamente después de publicarse se convirtió en la fotografía que simbolizaba la guerra civil española en países como Estados Unidos, Reino Unido y Francia.

## Controversia
La veracidad de la foto ha sido cuestionada por varios motivos: en primer lugar han existido dudas sobre su autenticidad; sin embargo, varias investigaciones intentan, sin demasiada credibilidad, demostrar que la foto es real; en otros casos se ha dudado de la identidad del miliciano muerto, e incluso del lugar donde se hizo la toma, ya que durante años se localizó en el Cerro Muriano.
En 1975, Phillip Knightley, periodista e historiador británico, argumenta por primera vez que la foto no corresponde a la realidad y que corresponde a una pose. Sin embargo, Richard Whelan aún considera en 2002 que la foto es auténtica.
Richard Whelan, especialista en Robert Capa, en el libro « "This is War!" Robert Capa en el trabajo» dice:

La imagen, conocida como la muerte de un soldado republicano, ahora es reconocida como una de las mejores fotos de guerra que se hayan tomado. El fotógrafo también ha creado un vasto debate. En los últimos años, se ha argumentado que Capa ha establecido el escenario, lo que me ha llevado a una investigación fantástica durante más de dos décadas. Me he enfrentado al dilema de tratar con una fotografía que se cree es verdadera, pero que no puede ser absolutamente seguro de que sea un documento veraz. No es una fotografía de un hombre que juega a la muerte después de recibir una bala imaginaria, ni una fotografía tomada en plena batalla.

Tampoco está clara la autoría de quien tomó la fotografía, ya que Robert Capa es un seudónimo creado por Gerda Taro y su pareja Endre Friedman Algunas mujeres fueron reporteras gráficas y retrataron las penurias de la guerra con nombre de hombre. En este caso Gerda Taro realizó muchas de las fotos que finalmente quedaron a nombre de Friedmann, según señala Esther Pedraza, periodista y estudiosa de las mujeres en el periodismo. "Incluso existen bastantes dudas sobre la autoría de "Muerte de un miliciano", afirma Pedraza sobre una de las imágenes más famosas del siglo XX. Se cuestiona si fue él (Friedman) o no quien hizo la foto porque entre los dos se intercambiaban las cámaras constantemente. Además, la fotografía tiene el estilo de ella y no de él; uno más emocional, más humano", explica la periodista.El periodista australiano Phillip Knightley fue quien primero cuestionó la autoría de la fotografía en su libro The First Casuality, publicado originalmente en 1975, donde recogía testimonios que atribuían la fotografía a Gerda Taro.